# Kościółki (Dolna Łomna)

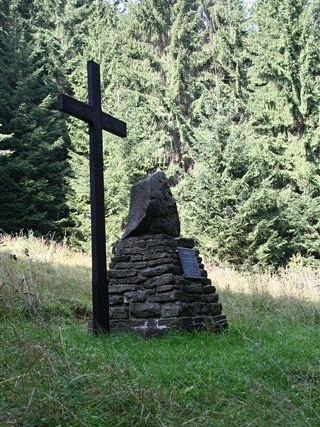
Kościółki

Kościółki – leśny kościół ewangelicki w Beskidzie Śląskim na terenie gminy Dolna Łomna koło Jabłonkowa w Czechach.

## Historia
W pobliżu Kościółków położona jest grupa wychodni skalnych nazywanych „Noclegi”, z charakterystycznymi wnękami w kształcie półek skalnych; być może miejsca te służyły księżom przybywającym z pobliskiej Słowacji i uczestnikom nabożeństw za miejsce noclegów.
Pod koniec XX wieku miejscowi robotnicy leśni znaleźli w potoku Jastrzębskim kamień z wyrytymi chrześcijańskimi symbolami, który służył ewangelikom za ołtarz. Z powodu uprzedzeń wobec ewangelicyzmu wrzucili go do głębokiego jaru w przekonaniu, że ślad po nim zaginie na zawsze. Został on wydobyty przez kuratora nawiejskiej parafii wraz z wnukiem, którym o tym doniesiono.
W 1997 roku parafianie postawili na Kościółkach pomnik z tablicą informacyjną i na właściwym miejscu umieszczono odnaleziony kamień. Na tablicy widnieje napis: Kościółki. „Błogosławieni są ci, którzy słuchają Słowa Bożego i strzegą go" Łk 11,28 oraz po czesku - W tym miejscu w dobie kontrreformacji w 2. poł XVII w. ewangelicy zbierali się na tajnych nabożeństwach (Na tomto místě se v době protireformace v 2. pol. 17. stol. scházeli evangelíci k tajným bohoslužbám). W następnym roku w uzgodnieniu z władzami leśnymi postawiono i poświęcono dębowy krzyż.
Współcześnie nawiejscy ewangelicy podążają do leśnego kościoła w niedzielne popołudnia podczas obchodów pamiątki powstania parafii w Nawsiu, przypadających zwykle w trzecią niedzielę sierpnia.